# Strażnica WOP Korbielów

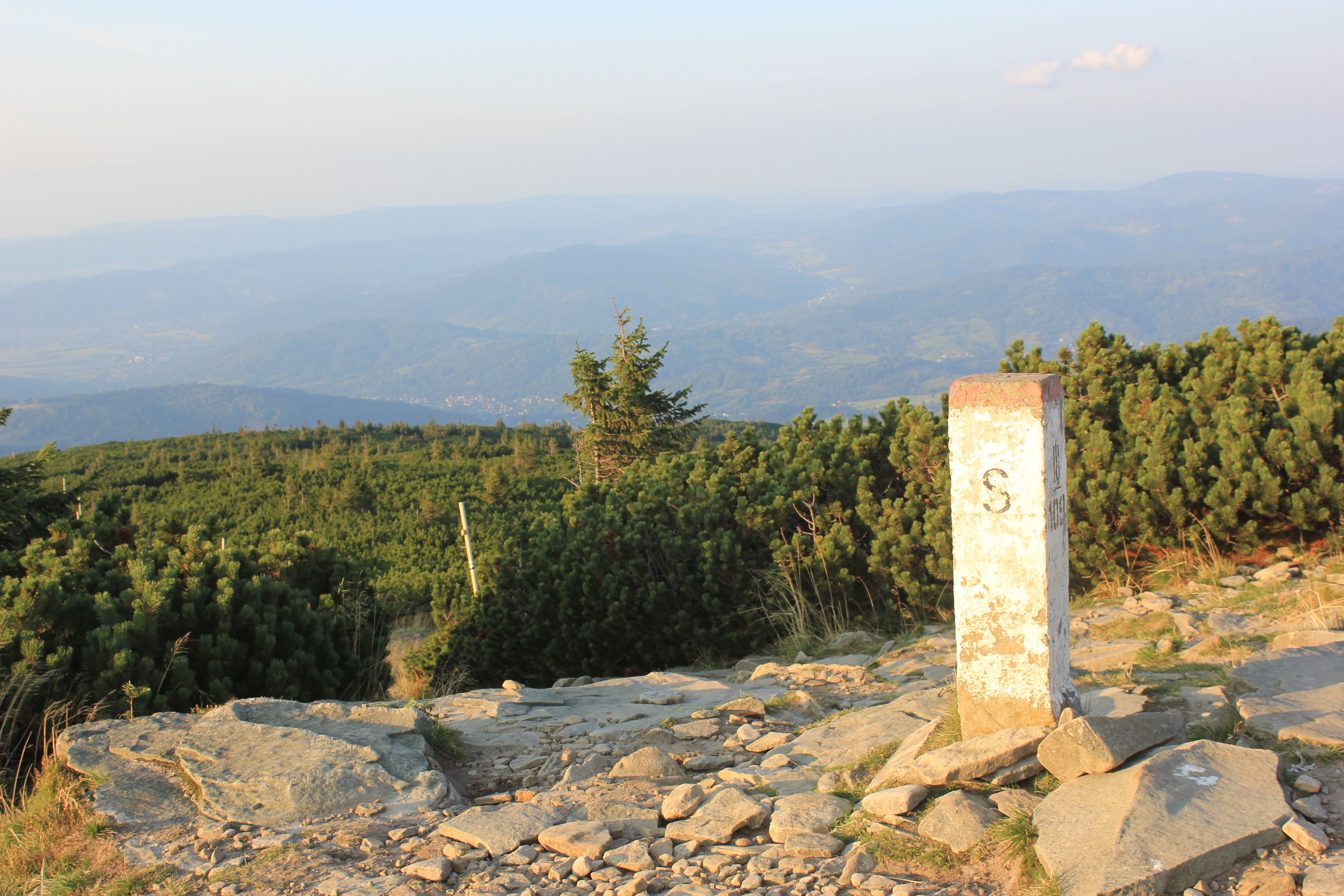
Granica polsko-słowacka na Pilsku, znak gran. nr III/109 (wrzesień 2017)

Strażnica Wojsk Ochrony Pogranicza Korbielów – zlikwidowany podstawowy pododdział Wojsk Ochrony Pogranicza pełniący służbę graniczną na granicy polsko-czechosłowackiej.

Strażnica Straży Granicznej w Korbielowie – zlikwidowana graniczna jednostka organizacyjna Straży Granicznej realizująca zadania bezpośrednio w ochronie granicy państwowej z Czechosłowacją/Republiką Słowacką.

## Formowanie i zmiany organizacyjne
Strażnica została sformowana w 1945 w strukturze 43 komendy odcinka Rajcza jako 195 strażnica WOP (Korbielów) o stanie 56 żołnierzy. Kierownictwo strażnicy stanowili: komendant strażnicy, zastępca komendanta do spraw polityczno-wychowawczych i zastępca do spraw zwiadu. Strażnica składała się z dwóch drużyn strzeleckich, drużyny fizylierów, drużyny łączności i gospodarczej. Etat przewidywał także instruktora do tresury psów służbowych oraz instruktora sanitarnego.
W związku z reorganizacją oddziałów WOP, 24 kwietnia 1948 strażnica została włączona w struktury 57 batalionu Ochrony Pogranicza, a 1 stycznia 1951 34 batalionu WOP w Żywcu.
Od 15 marca 1954 wprowadzono nową numerację strażnic, a strażnica WOP Korbielów I kategorii otrzymała nr 200 w skali kraju.
W 1956 rozpoczęto numerowanie strażnic na poziomie brygady. Strażnica I kategorii Korbielów była 14 w 3 Brygadzie Wojsk Ochrony Pogranicza w Nowym Sączu.
1 stycznia 1960 strażnica WOP Korbielów była jako 8 strażnica WOP III kategorii Korbielów.
W 1963 przeniesiono strażnicę III kategorii Korbielów do kategorii IV.
1 stycznia 1964 była jako 4 strażnica WOP lądowa Korbielów.
W 1976, w związku z przejściem na dwuszczeblowy system dowodzenia, placówkę podporządkowano bezpośrednio pod sztab Górnośląskiej Brygady WOP w Gliwicach.
13 grudnia 1981 po wprowadzeniu stanu wojennego na terytorium kraju, dowódca GB WOP wewnętrznym rozkazem w miejscu stacjonowania poszczególnych batalionów, utworzył tzw. „wysunięte stanowiska dowodzenia” (zalążek przyszłych batalionów granicznych), którym podporządkował strażnice znajdujące się na odcinkach dawnych batalionów granicznych. Brygada wykonywała zadania ochrony granicy i bezpieczeństwa państwa wynikające z dekretu o wprowadzeniu stanu wojennego.
W drugiej połowie 1984, Strażnicę WOP Korbielów włączono w struktury utworzonego batalionu granicznego WOP Żywiec, a od października 1989 batalionu granicznego WOP Cieszyn i tak funkcjonowała do 15 maja 1991 jako strażnica kadrowa na czas „P”.
Straż Graniczna:
15 maja 1991 po rozwiązaniu Wojsk Ochrony Pogranicza, 16 maja 1991 strażnica w Korbielowie przejęta została przez Beskidzki Oddział Straży Granicznej w Cieszynie i przyjęła nazwę Strażnica Straży Granicznej w Korbielowie (Strażnica SG w Korbielowie.
1 grudnia 1998 Decyzją nr 34 Komendanta Głównego Straży Granicznej z dnia 5 sierpnia 1998, Strażnica SG w Korbielowie włączona została w struktury Karpackiego Oddziału Straży Granicznej w Nowym Sączu.
W 2000 rozpoczęła się reorganizacja struktur Straży Granicznej związana z przygotowaniem Polski do wstąpienia, do Unii Europejskiej i przystąpieniem do Traktatu z Schengen. Podczas restrukturyzacji wprowadzono kompleksową ochronę granicy już na najniższym szczeblu organizacyjnym tj. strażnica i graniczna placówka kontrolna. Wprowadzona całościowa ochrona granicy zniosła podział na graniczne jednostki organizacyjne ochraniające tylko tzw. „zieloną granicę” i prowadzące tylko kontrole ruchu granicznego. W wyniku tego, 3 stycznia 2003 nastąpiło zniesie Strażnicy SG w Korbielowie. Ochraniany przez strażnicę odcinek granicy państwowej, przejęła Graniczna Placówka Kontrolna Straży Granicznej w Korbielowie (GPK SG w Korbielowie). Obecnie w obiektach byłej strażnicy funkcjonuje szkolne schronisko młodzieżowe.

## Ochrona granicy
W 1960 8 strażnica WOP Korbielów III kategorii ochraniała odcinek granicy państwowej o długości 24021 m:
- Włącznie znak graniczny nr III/94, wyłącznie znak gran. nr III/117.

1 stycznia 1964, na ochranianym odcinku funkcjonowało przejście graniczne małego ruchu granicznego (mrg), gdzie kontrolę graniczną i celną osób, towarów oraz środków transportu wykonywała załoga strażnicy:
- Korbielów-Oravská Polhora.

Placówka kadrowa/górska strażnica lądowa WOP Korbielów ochraniała odcinek granicy państwowej:
- Włącznie znak gran. nr III/90.
- W ochronie granicy dowódcy strażnicy ściśle współpracowali ze swoimi odpowiednikami tj. naczelnikami placówek OSH (Ochrana Statnich Hranic) CSRS.

Straż Graniczna:
13 listopada 1995 na odcinku strażnicy zostało uruchomione drogowe przejście graniczne w którym kontrolę graniczną osób, towarów i środków transportu wykonywała załoga nowo utworzonej GPK SG w Korbielowie:
- Korbielów-Oravská Polhora.

1 lipca 1999 na odcinku strażnicy zostało uruchomione przejście graniczne na szlaku turystycznym (turystyczne), gdzie kontrolę graniczną i celną osób, towarów oraz środków transportu wykonywała załoga strażnicy:
- Pilsko-Pilsko.

## Wydarzenia
- 1946 – lipiec, pododdziały zbrojnego podziemia dwukrotnie napadały na strażnicę w Korbielowie[13].
- 1956 – koniec czerwca, początek lipca w okresie tzw. „Wypadków poznańskich”, przy linii granicznej i w strefie działania, odnajdywano pakunki zawierające ulotki z tzw. „bibułą”, przytwierdzone do balonów leżących na ziemi[14]. W związku z masowością zjawiska, żołnierze otrzymali zezwolenie na użycie broni, celem zestrzelenia nisko przelatujących balonów (nawet jeśli znajdowały się na terytorium czechosłowackim, ale w zasięgu ognia – to samo czynili pogranicznicy czechosłowaccy)[15].
- 13 grudnia 1981–22 lipca 1983 – (stan wojenny w Polsce), normę służby granicznej dla żołnierzy podwyższono z 8 do 12 godzin na dobę. Ścisłą kontrolą objęto całą strefę nadgraniczną, zamknięte zostały szlaki turystyczne. W stan gotowości były postawione pododdziały odwodowe[16].

## Strażnice sąsiednie
- 194 strażnica WOP Widły-Czatoza-Zawoja ⇔ 196 strażnica WOP Złatna – 1946
- 199 strażnica WOP Zawoja ⇔ 201 strażnica WOP Złatna – 1954
- 13 strażnica WOP Zawoja I kategorii ⇔ 15 strażnica WOP Złatna II kategorii – 1956
- 9 placówka WOP Zawoja ⇔ 7 strażnica WOP Soblówka III kategorii – 01.01.1960
- 5 placówka WOP Zawoja ⇔ 3 strażnica WOP Soblówka lądowa IV kategorii – 01.01.1964
- Placówka WOP Zawoja ⇔ Placówka WOP Soblówka
- Strażnica kadrowa WOP Zawoja ⇔ Strażnica kadrowa WOP Soblówka – 15.05.1991

Straż Graniczna:
- Strażnica SG w Zawoi ⇔ Strażnica SG w Soblówce – 16.05.1991–1997
- Strażnica SG w Lipnicy Wielkiej ⇔ Strażnica SG w Soblówce – 1997–02.01.2003.

## Dowódcy/komendanci strażnicy
- Jan Jakubiak[17]
- por./kpt. Edward Pruś (był w 11.1962–był w 1971)
- kpt. Władysław Gregorczyk (był w 1976)[18]
- ppor. Andrzej Wróbel p.o. (01.10.1977–03.09.1978)[h]
- st. sierż./por. Eugeniusz Bukowiński[10] (04.09.1978–15.05.1991).